# Hội chứng sợ những cây cầu
Hội chứng sợ những cây cầu, có tên khoa học là Gephyrophobia, là một loại rối loạn lo âu hoặc ám ảnh cụ thể đặc trưng bởi sự sợ hãi của những cây cầu. Kết quả là, người mắc phải hội chứng sợ những cây cầu có thể tránh các tuyến đường sẽ đưa họ qua cầu.
Một số giải thích có thể có của hội chứng này là nỗi sợ hãi lái xe khi qua khỏi hoặc đi trên những cây cầu, nỗi sợ hãi của một cơn gió thổi một cây cầu, nỗi sợ hãi về tính toàn vẹn cấu trúc của cây cầu, hoặc nỗi sợ rằng cây cầu sẽ sụp đổ nếu họ cố gắng để vượt qua nó. Nỗi sợ hãi này trùng lặp với hội chứng sợ độ cao vì hội chứng sợ những cây cầu có xu hướng trở nên trầm trọng hơn trong những cây cầu cao so với những cái gần sát mặt nước / mặt đất bên dưới.
Tiến sĩ Michael Liebowitz, người sáng lập Phòng khám Rối Loạn Lo âu tại Viện Tâm thần Bang New York, nói, "Nó không phải là một loại ám ảnh cô lập, bởi nó thường là một phần của các loại ám ảnh tổng quát hơn... Những người mắc phải thường là những người bị các cuộc tấn công hoảng sợ về tinh thần, họ trở nên sợ rằng họ sẽ phải trải qua cảm giác bị mắc kẹt khi ở trên những cây cầu. " Đó là một loại ám ảnh tình huống.
Cơ quan Thruway bang New York sẽ dẫn những người mắc hội chứng sợ những cây cầu đi qua trên cây cầu Tappan Zee. Người lái xe có thể gọi cho cơ quan trước và cơ quan này sẽ sắp xếp cho một người lái xe qua cầu giúp họ. Cơ quan này thực hiện dịch vụ khoảng sáu lần một năm.

Cơ quan Giao thông Vận tải Maryland cung cấp một dịch vụ tương tự để băng qua Cầu Vịnh Chesapeake.
Chính quyền Cầu Mackinac, giám sát Cầu Mackinac, kết nối các bán đảo Thượng và Hạ của Michigan, sẽ lái xe của một người trong suốt thời gian những người mắc phải hội chứng này cần thiết. Hàng ngàn người lái xe tận dụng những chương trình miễn phí này mỗi năm.  Thuật ngữ gephyrophobia xuất phát từ tiếng Hy Lạp γέφυρα (gephura) có nghĩa là "cầu nối" và "sợ hãi" (phobos) "sợ hãi".
Leslie Ann Pluhar đã từng trải qua việc chiếc xe Yugo của cô bị thổi bay trên cây cầu Mackinac. Sau đó cuộc điều tra cho thấy người lái xe đã dừng xe của cô qua lưới thép mở trên cầu của cây cầu và một cơn gió thổi qua chiếc lưới đã vô tình cuốn chiếc xe của cô rơi khỏi cầu, mặc dù điều này không được chứng minh thông qua các phép đo tốc độ gió ghi lại trên và xung quanh cây cầu tại thời điểm xảy ra tai nạn.

## Những cách dùng khác của từ Gephyrophobia
Gephyrophobia là tên của một bản đồ trong trò chơi điện tử Halo: Combat Evolved; hai căn cứ được kết nối chỉ bằng một cây cầu hai bên tiền đồn của tay súng bắn tỉa. Tên này rất có thể xuất phát từ thực tế là các người chơi thường xuyên bị giết trên những cây cầu.

## Trong phương diện truyền thông
Hội chứng sợ những cây cầu là cốt truyện chính trong tập "The Bridge" của The Middle. Nhân vật Brick bị cản trở bởi ám ảnh này.
Thuật ngữ này được tham khảo trong cuốn sách xuất bản năm 2012ː Thảm họa cầu bạc năm 1967, nó viết về sự sụp đổ ngày 15 tháng 12 năm 1967 của cầu bạc nối Point Pleasant, WV và Gallipolis OH trên sông Ohio. Hội chứng sợ những cây cầu được tham chiếu trong tập "The Car" của mùa thứ hai của This Is Us.